# Kingston (Cambridgeshire)
Kingston è un villaggio e parrocchia civile dell'Inghilterra, appartenente alla contea del Cambridgeshire.